# Бересфорд, Джон
Джон Джордж Бересфорд (англ. John George Beresford; 5 декабря 1866, Ньюкасл-апон-Тайн, Нортамберленд — 31 января 1944, Аскот, Беркшир) — британский игрок в поло, чемпион летних Олимпийских игр 1900.
На Играх 1900 года Бересфорд входил в состав первой смешанной команды. Она сначала обыграла французскую сборную в четвертьфинале, ещё одну смешанную команду в полуфинале, и ещё одну в финале, получив золотые медали.